# Luci Corneli Lèntul Níger
Luci Corneli Lèntul Níger (en llatí: Lucius Cornelius Lentulus Niger) va ser un magistrat romà del segle i aC. Pertanyia a la família dels Cornelis Lèntuls, una branca de la gens Cornèlia, d'origen patrici.
Ostentava el càrrec de flamen de Mart, i va oferir un sumptuós sopar per celebrar el seu nomenament per Luci Juli Cèsar, que llavors era àugur. L'any 58 aC va aspirar al consolat, però Juli Cèsar no el volia al lloc i el va implicar en l'atemptat contra la vida de Pompeu, procediment que sembla no va seguir endavant, però li va impedir la presentació. L'any 57 aC va ser un dels sacerdots consultats sobre si la casa de Ciceró estava en lloc sagrat. El 56 aC va ser un dels jutges en el cas de Publi Sesti, acusat de suborn en unes eleccions. Va morir aquell mateix any.